# Сургучёвы
Сургучёвы — дворянский род.
Происходит от лейб-кампанца Кирилла Сургучева, утверждённого в дворянстве указом императрицы Елизаветы Петровны за участие в дворцовом перевороте 1741 года.
Кирилл Сургучев, Каширского уезда, лейб-компании гренадер, возведен в потомственное дворянское достоинство Российской Империи 31.12.1741.  Жалован дипломом на дворянское достоинство 25.11.1751 (диплом лейб-компанский).

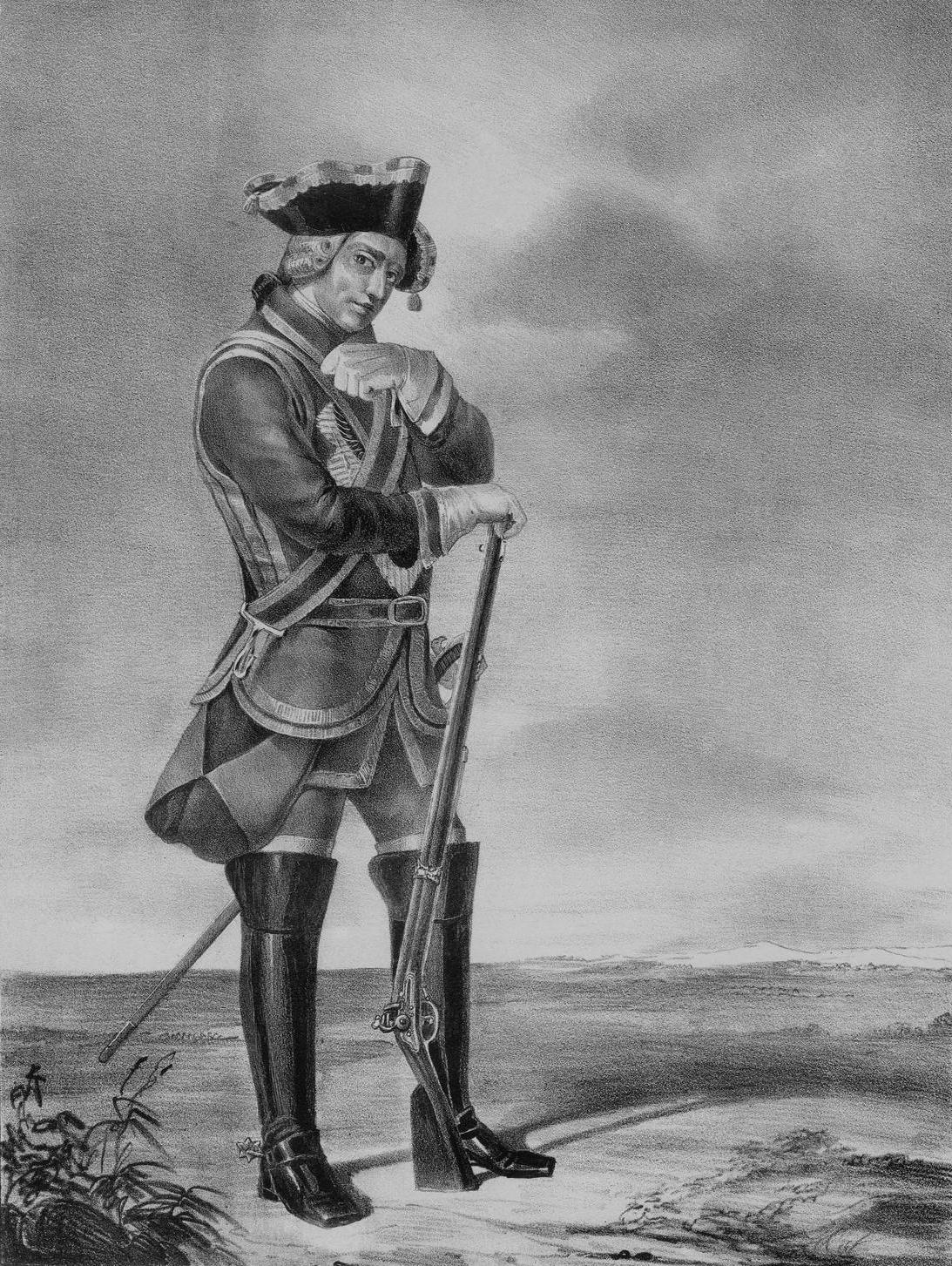

ДС, том XIII, стр.93

## Герб Сургучевых
Описание герба (блазон):
На две части вдоль разделенный щит, у которого правая часть показывает в черном поле золотое стропило с наложенными на нем тремя горящими гранатами натурального цвету между тремя серебряными звездами, яко общей знак особливой Нам и всей Империи Нашей при благополучном Нашем на родительский Наш наследный престол вступлении верно оказанной службы и военной храбрости, а левая содержит в червленом поле, имеющем по бокам две серебряные дуги, три золотых сошника, обращенные вниз вертикально. Над щитом несколько открытой к правой стороне обращенный стальной дворянский шлем, который украшает наложенная на него обыкновенная Лейб-компании гренадерская шапка с червлеными и белыми страусовыми перьями и с двумя по обеим сторонам распростертыми орловыми крылами черного цвета, на которых повторены три серебряные звезды. По сторонам щита опущен шлемовной Намет: червленого и черного цветов, подложенный справа серебром, слева золотом, с приложенною внизу щита подписью: «За верность и ревность».